# Liste de variétés de fraises
Plus de 35 variétés de fraises sont inscrites au catalogue français des espèces et variétés. Actuellement, il n'y a pas de catalogue européen pour les variétés de plants de fraisiers.
Parmi les nombreuses variétés existantes (plus de 600), on peut citer :
NR : Non-remontants (production de printemps photopériode inférieure 13h)
SR : Semi-remontants (induction florale début août, donnant 2 productions annuelles, photopériode de 14 h 30)
R : Remontants (production continue de la fin du printemps jusqu'aux gelées, photopériode supérieure à 16 h)
C : Continus (production continue de la fin du printemps jusqu'aux gelées, indifférent à la photopériode)
- 89 98 1
- Alba
- Albion C
- Amandine C
- Anabelle R
- Anaïs R
- Annapolis
- Bogota
- Candiss NR
- Capella super herdam R
- Capriss NR
- Capron royal
- Chambly
- Chandler
- Charlotte R
- Ciflorette NR
- Cigaline NR forme allongée, très brillante, aromatique, sucrée et acidulée
- Cijosée R
- Cirafine R rouge vif, très brillante, forme allongée, légèrement aromatique, sucrée et acidulée
- Cirano R
- Cireine NR
- Cléry
- Daroyal NR
- Darselect NR rouge brique à pourpre, brillance moyenne à forte, forme conique, longue ou courte, ferme et juteuse
- Darsival R
- Deluxe
- Des quatre saisons améliorée R
- Diadème
- Diamonte C
- Diane
- Donna
- Douglas
- Dream rouge vif, brillante, forme conique, moyennement longue, fruitée avec une pointe d'arômes fraises des bois, juteuse peu acide
- Duchesse
- Elan C
- Elsanta rouge orangé à rouge brique, brillance moyenne à forte, forme conique, moyennement acide, ferme
- Favette
- Fern C
- Festival
- Fortuna
- Gariguette NR rouge vif, très brillante, forme allongée, aromatique, sucrée et acidulée, précoce
- Gentonova
- Gorella NR
- Hecker C
- Honeoye
- Jewel
- Kent
- Lambada
- Maestro
- Majoral
- Mamie
- Manille NR
- Mara des bois R rouge vif, brillance moyenne à forte, forme irrégulière, moyennement acide, très parfumée, très aromatique
- Maraline
- Marascor
- Marionnet 97
- Marionnet 99
- Marjolaine
- Matis NR
- Merveilleuse de Vottem
- Milan C
- Mme Moutot NR
- Monterey C
- Mount Everest R
- Noire de Milmort
- Noire de San Mauro
- Naimette
- Nova Gento R
- L’Or du Rhin
- Ostara R
- Ozark Beauty R
- Pajaro NR
- Portola C
- Rabunda R
- Redcoat
- Red gauntlet SR
- RedSayra
- RedSamantha
- Reine des vallées (fraise des bois)
- Rubis des jardins NR
- Ruby Gem
- Saint-Lambert
- San Andreas C
- Seascape C assez grosse, bonne brillance, arrondie, légèrement aromatique, sucrée
- Selva
- Senga Sengana
- Séquoïa SR
- Siabelle
- Souvenir de Charles Machiroux
- Surprise des Halles
- Sparkle
- Starlette
- Sweet Charlie
- Talisman SR
- Tribute C
- Tristar C
- Vivarosa (fleur rose)
- Valeta NR